# Listes d'aviateurs

## Aviateurs ayant reçu une formation de pilote militaire
- Buzz Aldrin, États-Unis, astronaute ;
- Neil Armstrong, États-Unis, astronaute ;

- le Baron rouge, Allemagne, pilote de chasse de la Première Guerre mondiale ;
- Gordon Cooper, États-Unis, astronaute ;
- Youri Gagarine, URSS, cosmonaute ;
- Roland Garros, France, premier pilote de guerre ;
- Hermann Göring, Allemagne, surtout connu pour sa participation à l'Allemagne nazie ;
- Gérard Greindl, Belgique, s'est fait remarquer pour ses actions courageuses pendant la Seconde Guerre mondiale, avant d'entrer à la Sabena ;
- John Glenn, États-Unis, astronaute ;
- Charles Lindbergh, États-Unis, premier pilote à traverser l'océan Atlantique au cours d'un vol en solitaire et sans escale ;
- Jean Mermoz, France, célébrité française en ce qui a trait au développement de l'aviation civile ;
- Francis Gary Powers, États-Unis, pilote de l'avion-espion U-2 abattu au-dessus de l'URSS pendant la guerre froide ;
- Antoine de Saint-Exupéry, France, auteur du Petit Prince ;
- Henri Guillaumet, France, pilote de l'aéropostale célèbre pour ses traversées de la Cordillère des Andes
- Chuck Yeager, États-Unis, premier pilote à voler plus vite que le son à bord du Bell X-1.